# Comando de Caças da RAF
O Comando de Caças da RAF foi um de três comandos da Real Força Aérea, juntamente com o Comando de Bombardeiros e o Comando Costeiro. Formado em 1936, o seu objectivo era maximizar a eficiência da gestão das aeronaves de caça. Serviu durante a Segunda Guerra Mundial, ganhando grande fama durante a Batalha de Inglaterra em 1940. O comando continuou em operação até 1943, quando foi dividido em dois: um comando de ataque e um comando de defesa. O comando defensivo tornou-se no "Defesa Aérea da Grã-Bretanha" (ADGB) e o comando ofensivo tornou-se na "Segunda Força Aérea Táctica da RAF". Em 1944 a ADGB voltou a designar-se Comando de Caças da RAF, tendo sido extinto em 1968 quando foi criado o Comando de Ataque.